# Критична маса Львів

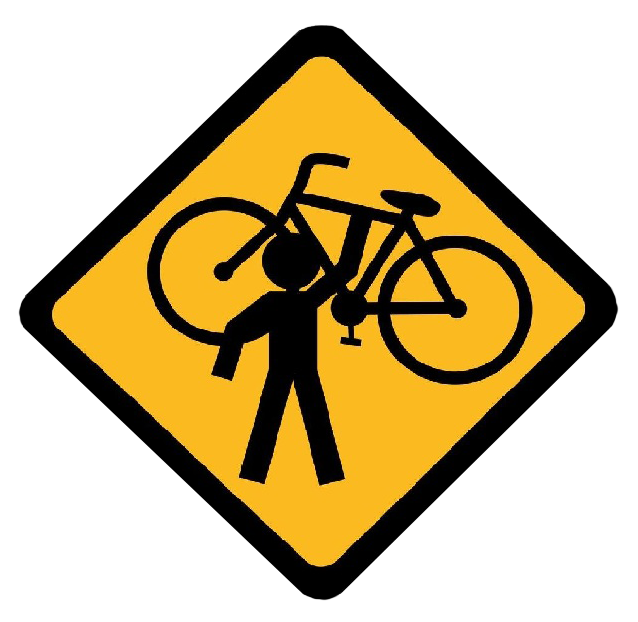
Логотип Critical Mass Lviv

Критична маса Львів (англ. Critical Mass Lviv) — щомісячний велопробіг за права велосипедистів у транспортному потоці міста та за розвиток велосипедної інфраструктури. Традиційний велопробіг з часом переріс у громадський рух велосипедистів Львова, що долучається до інших велоакцій міста та бере активну участь в розвитку велоруху Львова. Рух «Критична маса» спрямований на привернення уваги водіїв та пішоходів до велосипеда як екологічно чистого транспорту та позиціонування велосипедиста як повноправного учасника дорожнього руху.
Львівська критична маса була першою на теренах України. Загалом велопробіги такого ґатунку проходять за світовим зразком велоподій Критична маса.
Акція проходить у форматі, подібному до формату флеш-мобів. Велосипедисти обирають напрямок руху та пересуваються містом. Саме тому, подібного роду події не потребують додаткових дозволів та узгоджень із місцевою владою та поліцією.

## Історія
Акції критичної маси розпочали проводити у Львові ще в 2006—2007 році. На перші заїзди збиралось близько 60 учасників.
Друга хвиля критичної маси відбулася вже в 2013 році, на піку популярності велотранспорту у Львові. 28 червня відбувся перший сучасний заїзд критичної маси, який зібрав більше сотні велосипедистів. Відтоді, учасники збираються кожної останньої п'ятниці місяця на площі перед Львівським національним університетом ім. І.Франка. Заїзди відбуваються регулярно, щоразу додаються нові учасники. Особливістю акції у Львові є те, що заїзди відбуваються впродовж цілого року, навіть узимку.
Успіх велопробігу «Критична маса» у Львові надихнув інші міста України і вже за рік, влітку 2014-го місцеві критичні маси пройшли у Києві, Рівному, Одесі, Хмельницькому, Харкові, Кривому Розі, Чернігові.

## Велопробіг

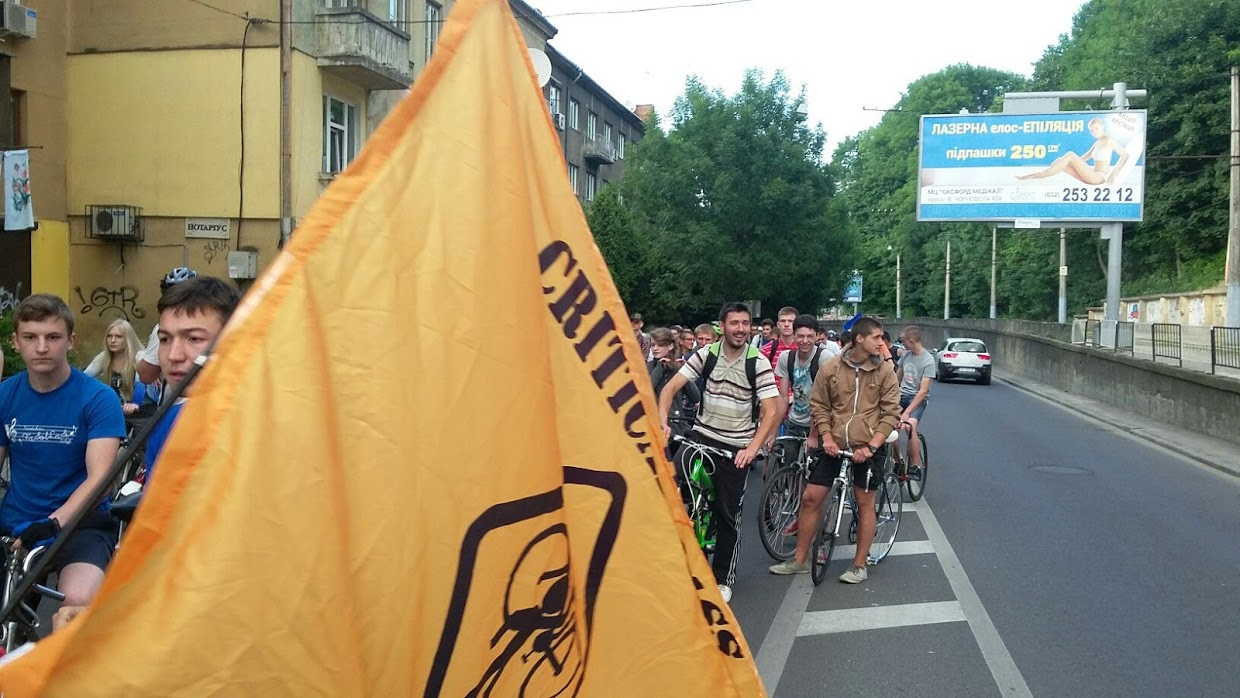
Колона Критичної маси на вул. Сахарова

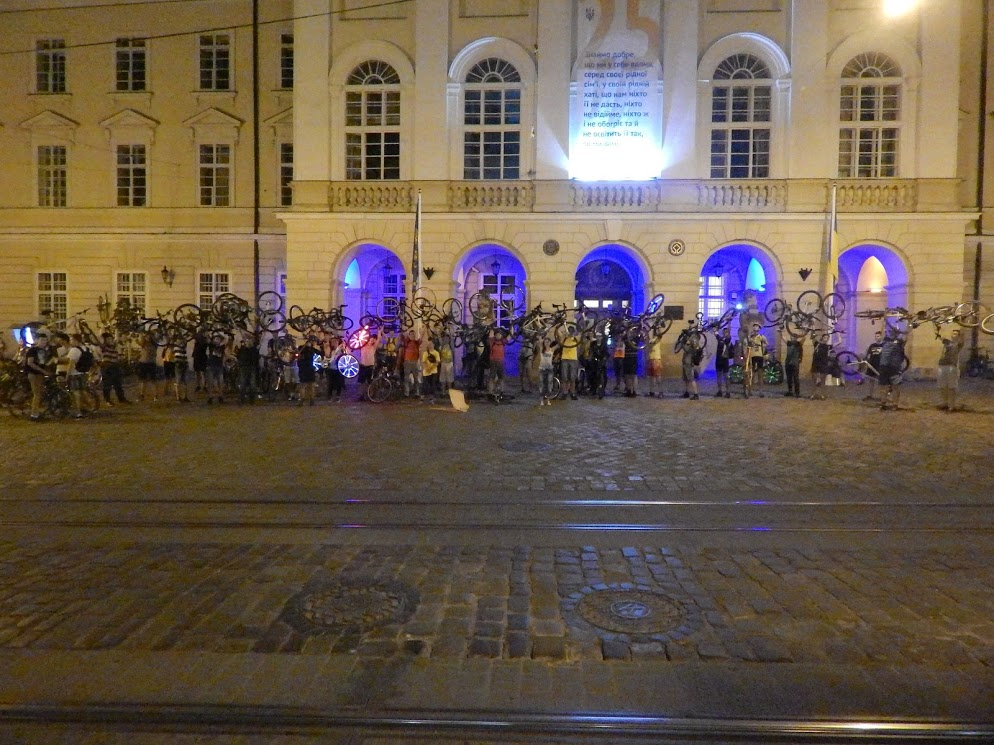
Фініш велопробігу Критична маса Львів із традиційним підійманням велосипедів

Форматом проведення акції є велопробіг у формі флешмобу — велосипедисти збираються разом, щоб їздити організованою колоною вулицями міста. Колону супроводжують люди з символікою — прапорами, футболками, жилетами. Традиційно Критична маса у Львові проходить останньої п'ятниці кожного місяця, зима не є винятком. Учасники збираються о 19:00 біля Пам'ятника Іванові Франку.

### Мета
Метою події є популяризація велосипедного транспорту, привернення уваги автомобілістів до велосипедного руху в місті, боротьба за екологічно чистий транспорт.

### Маршрут
Маршрут подорожі визначається на місці зустрічі самими велосипедистами. Учасники велопробігу їздять організованою колоною вулицями Львова, рухаючись лише дорогою. Близько середини маршруту колона робить зупинку для короткого відпочинку та фотографій.

### Символіка
Символом є людина з піднятим над головою велосипедом.

### Фініш
Фініш знаходиться біля львівської ратуші, учасники традиційно підіймають велосипеди вгору та тричі викрикують гасло — «Критична! Маса! Львів!».

### Цікаві факти
- Перша сучасна Критична маса в Україні відбулася саме у Львові[6][7]
- Критична маса Львів проходить без залучення спонсорів
- Зазвичай, кожен велопробіг закінчується солодким частуванням
- Критична маса у Львові проходить за будь-якої погоди
- 29 червня львівська Critical Mass святкувала свою 5-ту річницю [8].

## Діяльність

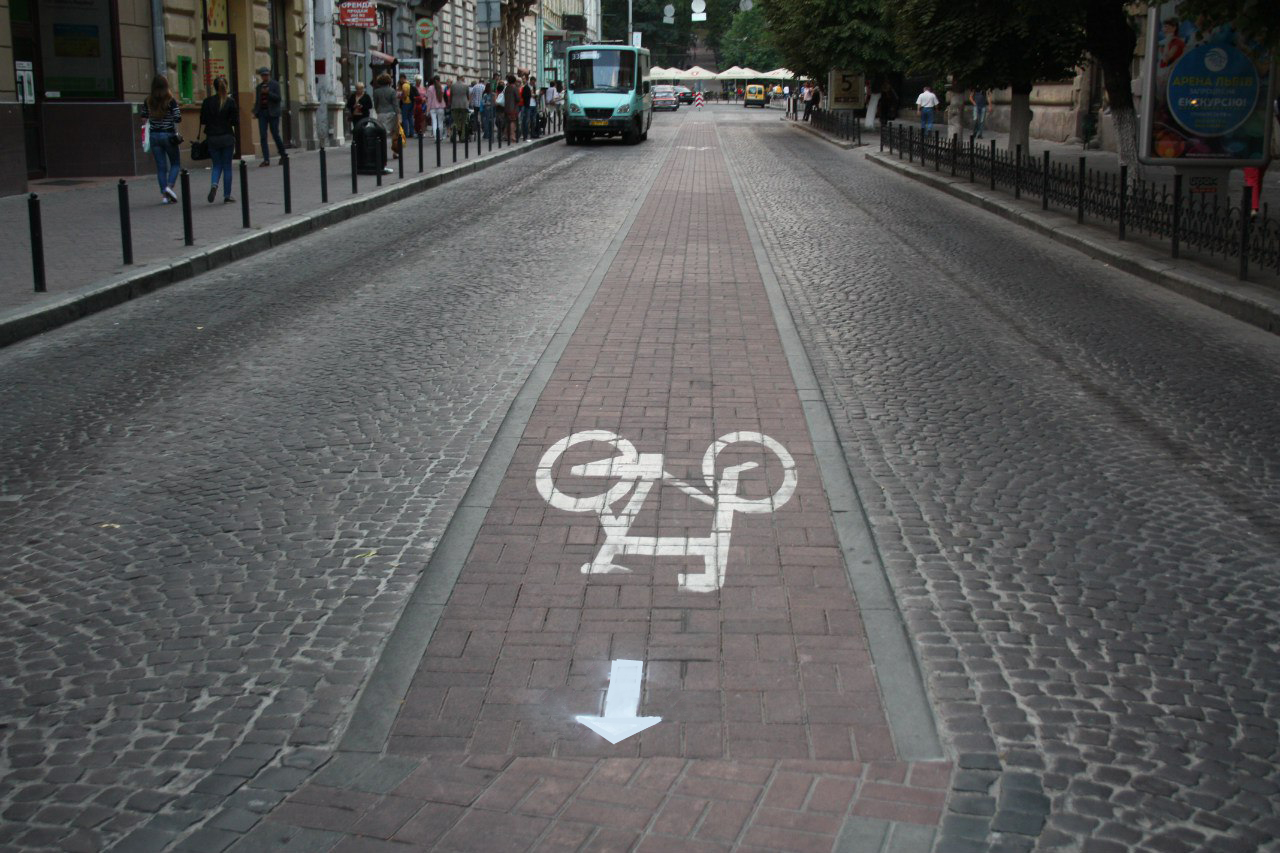
Стрілки напрямку руху на велодоріжках, нанесені учаниками Critical Mass Lviv

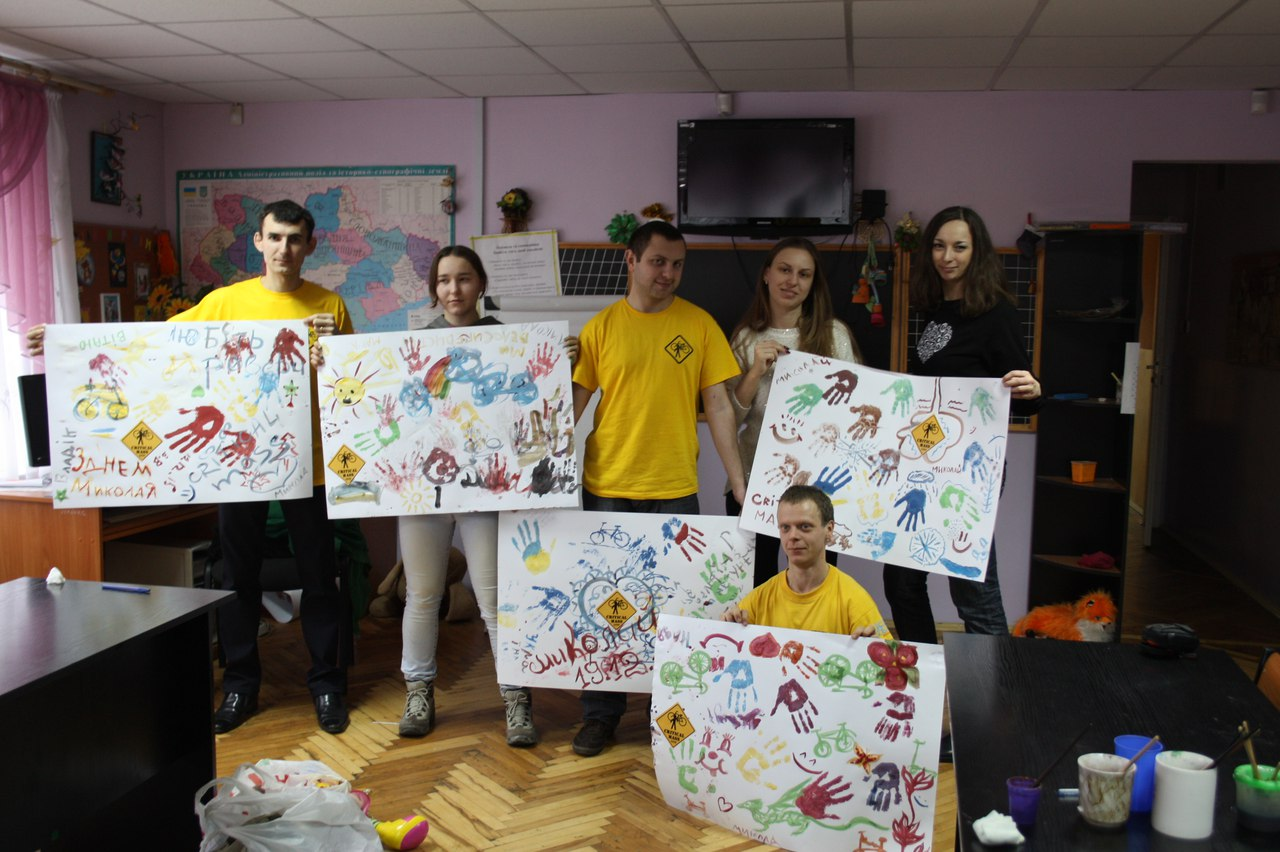
Критична маса Львів у дитячому будинку с. Новий Милятин

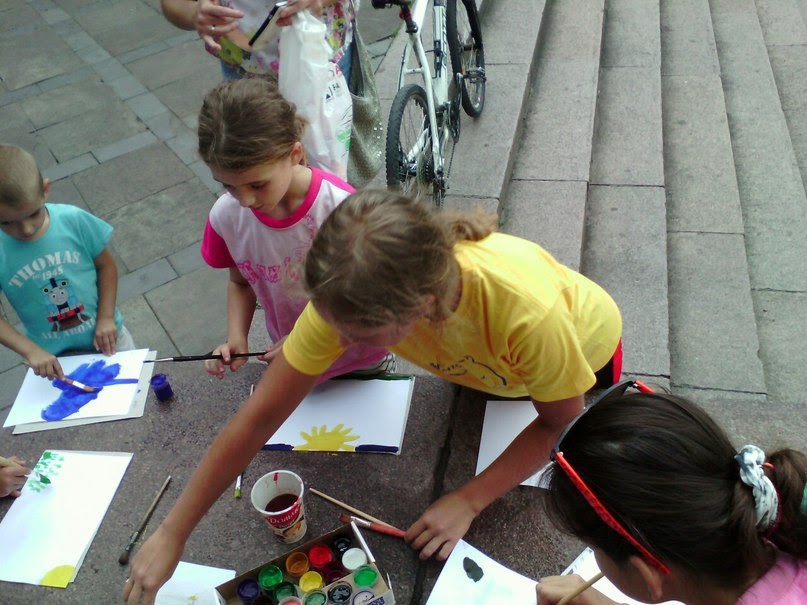
Арттерапія для дітей, організована у 2016 році

Львівська критична маса підтримує практично усі міські та обласні велопробіги, зокрема благодійні: благодійний велопробіг Кручу педалі, щоб вони жили, благодійний веломарафон Бачу! Можу! Допоможу!, велопробіги від фонду Серце до серця.
Учасники руху підтримують розвиток велосипедної інфраструктури Львова. В 2015 році громадськими активістами руху «Критична маса Львів» було започатковано нанесення на велосипедних доріжках стрілок, що позначають напрямок руху. Метою акції було показати велосипедистам, що велодоріжки мають напрям руху та привернути увагу міської влади до проблеми недостатньої розмітки велодоріжок. Кульмінацією боротьби активістів став громадський проект «Розмітка на велосипедних доріжках Львова», що був поданий на Бюджет участі Львова та за результатами конкурсу отримав фінансування. Відтак, вже до кінця 2017 року на велодоріжках з'явиться додаткова розмітка: стрілки за напрямком руху, стрілки для означення різких поворотів, зебри для позначення перетину з пішохідною доріжкою, пунктирні лінії для розмежування потоків на двосторонніх велодоріжках та ін.
Учасники долучаються та проводять акції щодо розвитку велоруху, а також допомагають організаторам велозаходів із супроводом велопробігів. Крім велоподій, учасники долучаються до екологічних та соціальних акцій в місті.

## Галерея

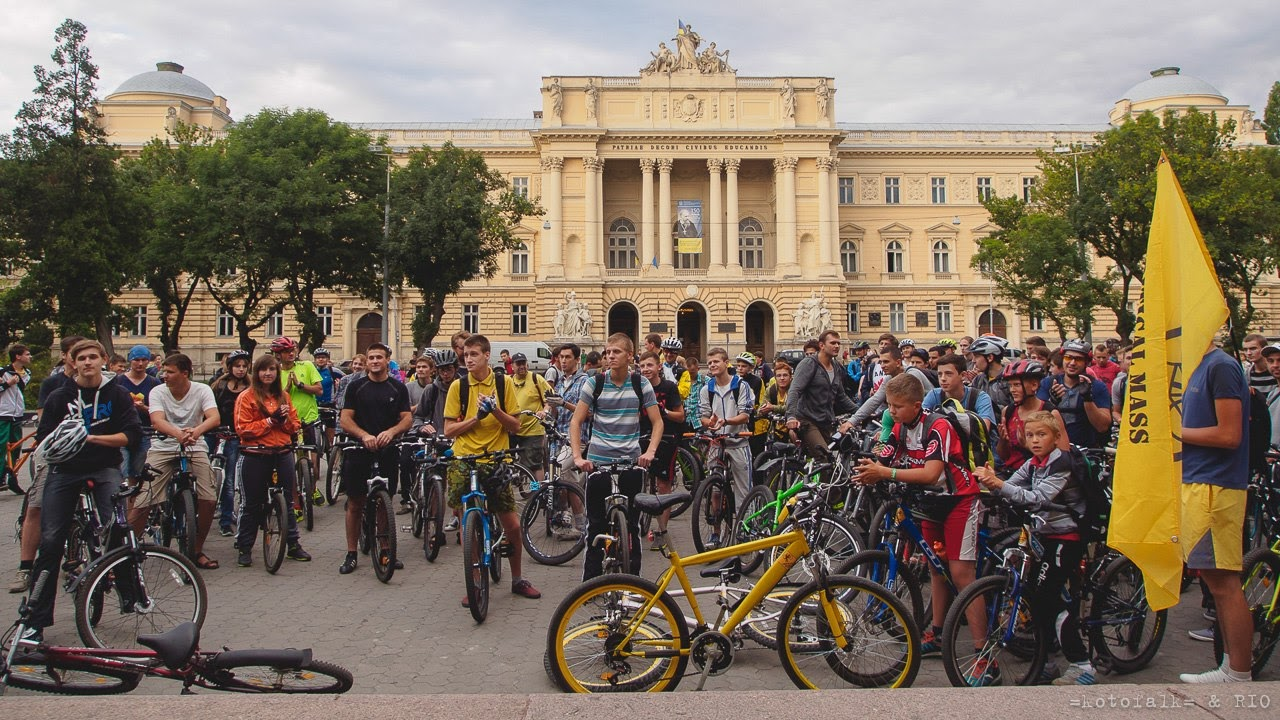
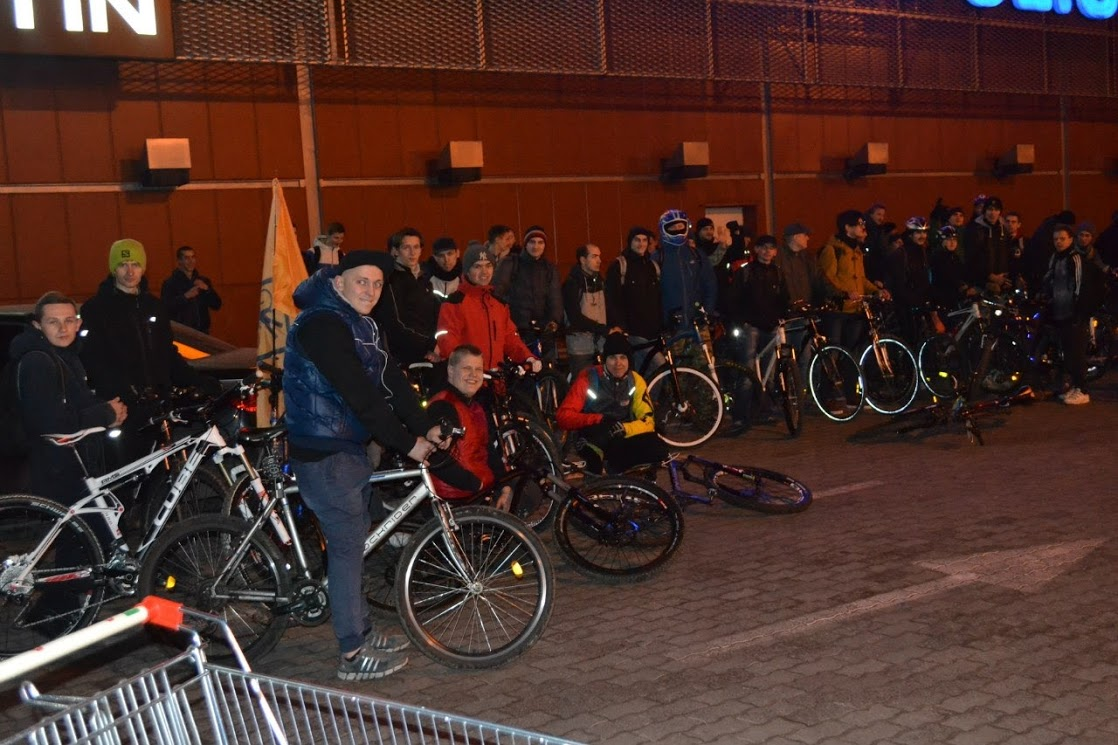
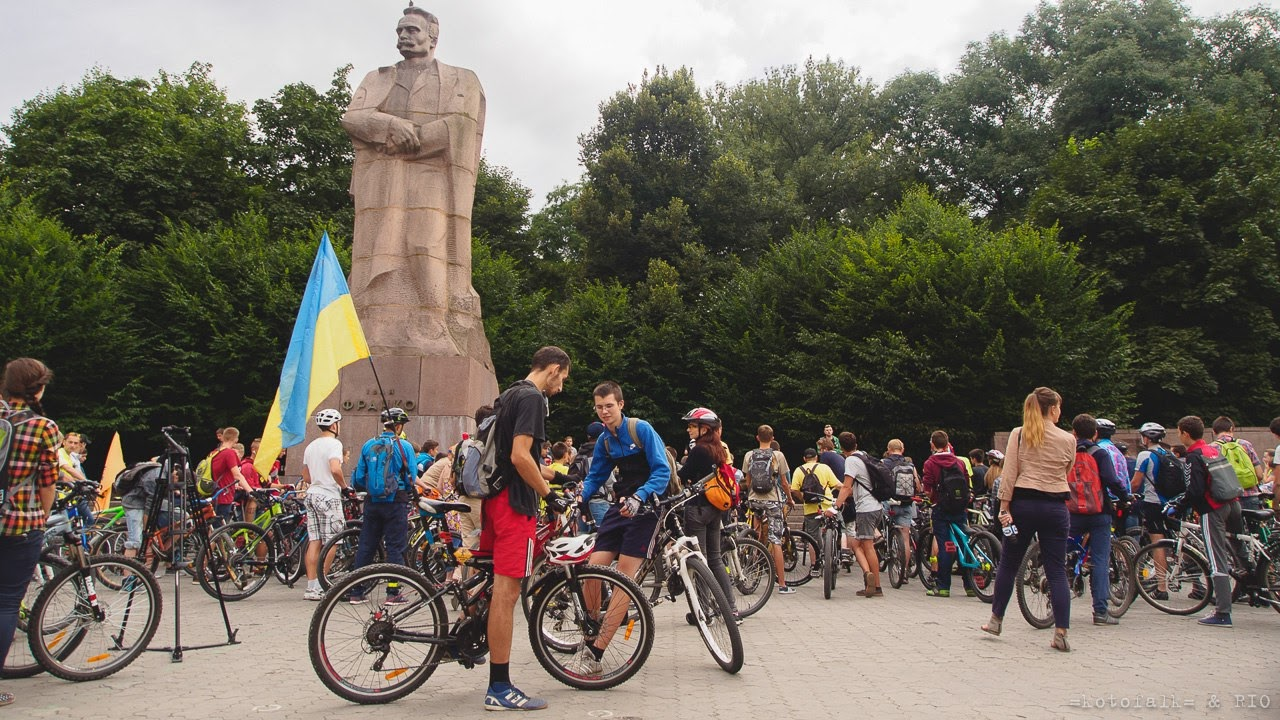